# Landolfo II de Cápua
Landolfo II (ca. 825 — 879 (54 anos)) foi um bispo e Conde de Cápua. Era o mais novo de quatro irmãos, filho de Landolfo I, gastaldo de Cápua. Na condição de filho mais novo, entrou para a Igreja, e quando seu pai morreu, seu irmão mais velho, Lando, o sucedeu.
Com a morte de Paulinus, o bispo de Cápua, Lando nomeou-o bispo da cidade. Lando morreu em 861 e seu filho mais novo, Lando II, foi deposto poucos meses depois por outro irmão de Landolfo, Pando, que morreu pouco depois (em 862 ou 863). Uma sucessão de crises se instalou. O filho de Pando, Pandenolfo, sofreu um golpe de Landolfo, que tomou o trono de Cápua em 863, apesar de ser bispo. Entretanto, os outros ramos da família se recusaram a reconhecer a usurpação e começaram a tomar grande parte do condado para si, deixando para Landolfo II apenas o controle da cidade de Cápua, propriamente dita. Isolado, Landolfo II contratou mercenários sarracenos da Apúlia para devastarem as terras de seus familiares, atitude que muito alarmou seus vizinhos, inclusive o papa.
Em 866, o deposto Pandenolfo apelou ao Imperador Luís II, em visita ao Monte Cassino, que agisse contra seu tio. O imperador logo mandou sitiar Cápua e destronou Landolfo II, mas, ao invés de restituir Pandenolfo, decidiu passar o condado de Cápua para o Marquês Lamberto I de Spoleto. Este arranjo não durou muito tempo, já que em 871 Lamberto se envolveu em uma rebelião contra Luís II, orquestrada por Adelgiso de Benevento. Em consequência disso, Luís II depôs Lamberto e restaurou Landolfo II como conde de Cápua. Como condição, Landolfo II prometeu retirar os sarracenos do condado.
Após a morte de Luís (875), que estabelecera a paz entre Cristãos e Mezzogiornos, Landolfo II aliou-se aos sarracenos da Apúlia, mas em 877 o Papa João VIII convenceu-o a se juntar ao papado contra os muçulmanos. Passou, então, os anos seguintes defendendo a Costa Amalfitana com sua marinha, em troca de tributos.
Landolfo II morreu em 879, incontestável conde de Cápua, e uma nova sucessão de crises se instalou entre seus sobrinhos Lando II (filho de Lando), Pandenolfo (filho de Pando) e Lando III (filho de Landenolfo de Teano).

## Na literatura e na música
Na crônica de Erchemperto, do qual foi contemporâneo, Landolfo II de Cápua é o vilão principal, retratado como um interessado em misticismo e magia negra, aliado dos sarracenos e inimigo da cristandade. A figura de Landolfo criada por Erchemperto serviu de inspiração para o duque mau e feiticeiro Klingsor, personagem do poema épico medieval de Wolfram von Eschenbach, Parzival. A obra de Eschenbach foi traduzida, no século XIX, por Richard Wagner dando origem à famosa ópera Parsifal.

## Landolfo II e Adolf Hitler
Iniciado na Sociedade Thule (também chamada "Sociedade Vril") por Dietrich Eckart, o Führer teria frequentado, a partir da década de 1920, as reuniões deste círculo de ocultismo e magia negra. Segundo os estudos de Louis Pauwels e de Jacques Bergie, contidos na obra "Le Matin des Magiciens" (em português: O Despertar dos Mágicos), Adolf Hitler, por influência desta sociedade, acreditava ser a reencarnação de Landolfo II de Cápua.